# Capsula (botanica)

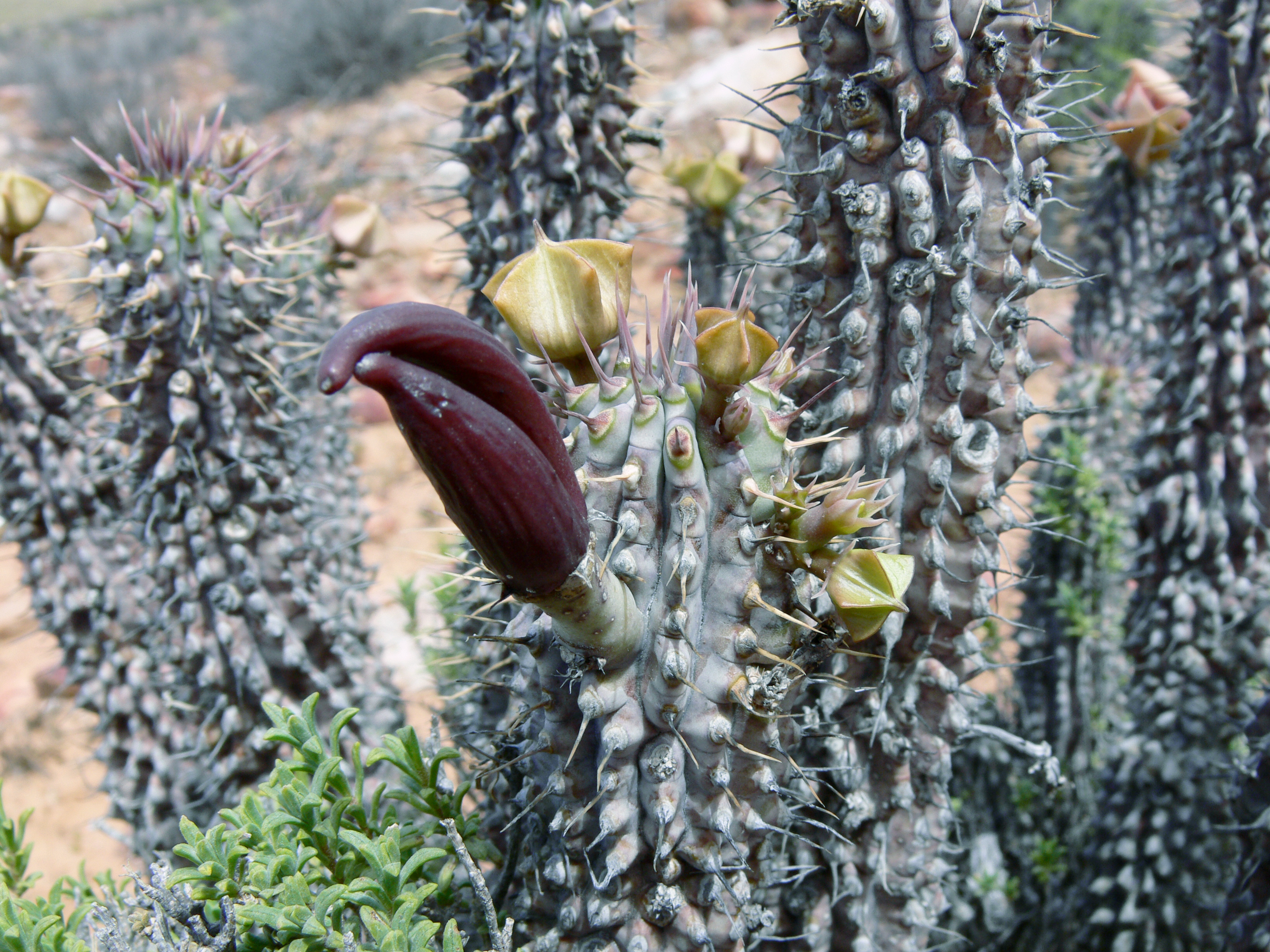
Capsula di Hoodia gordonii

In botanica, la capsula è un tipo di frutto secco deiscente, composto da almeno due carpelli e contenente in genere più semi.

## Origine
La capsula (Latino: capsula, piccolo contenitore) deriva da un ovario pluricarpellare. È una struttura composta da uno o più carpelli.

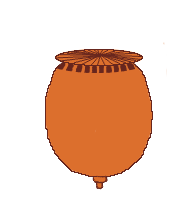
Capsula poricida di papavero

## Tipologie
A seconda della modalità dell'apertura (deiscenza) può essere:
- setticida o settifraga: lungo la linea di sutura dei carpelli, come nella Digitalis;
- loculicida: lungo la nervatura dorsale dei carpelli, come nel Lilium e nel tulipano;
- pisside: per mezzo del distacco di un numero di denti più o meno elevato su un opercolo circolare, come in Lysimachia arvensis e in Hyoscyamus niger;
- poricida: mediante una serie di pori apicali, come nel papavero.

## Capsule specializzate

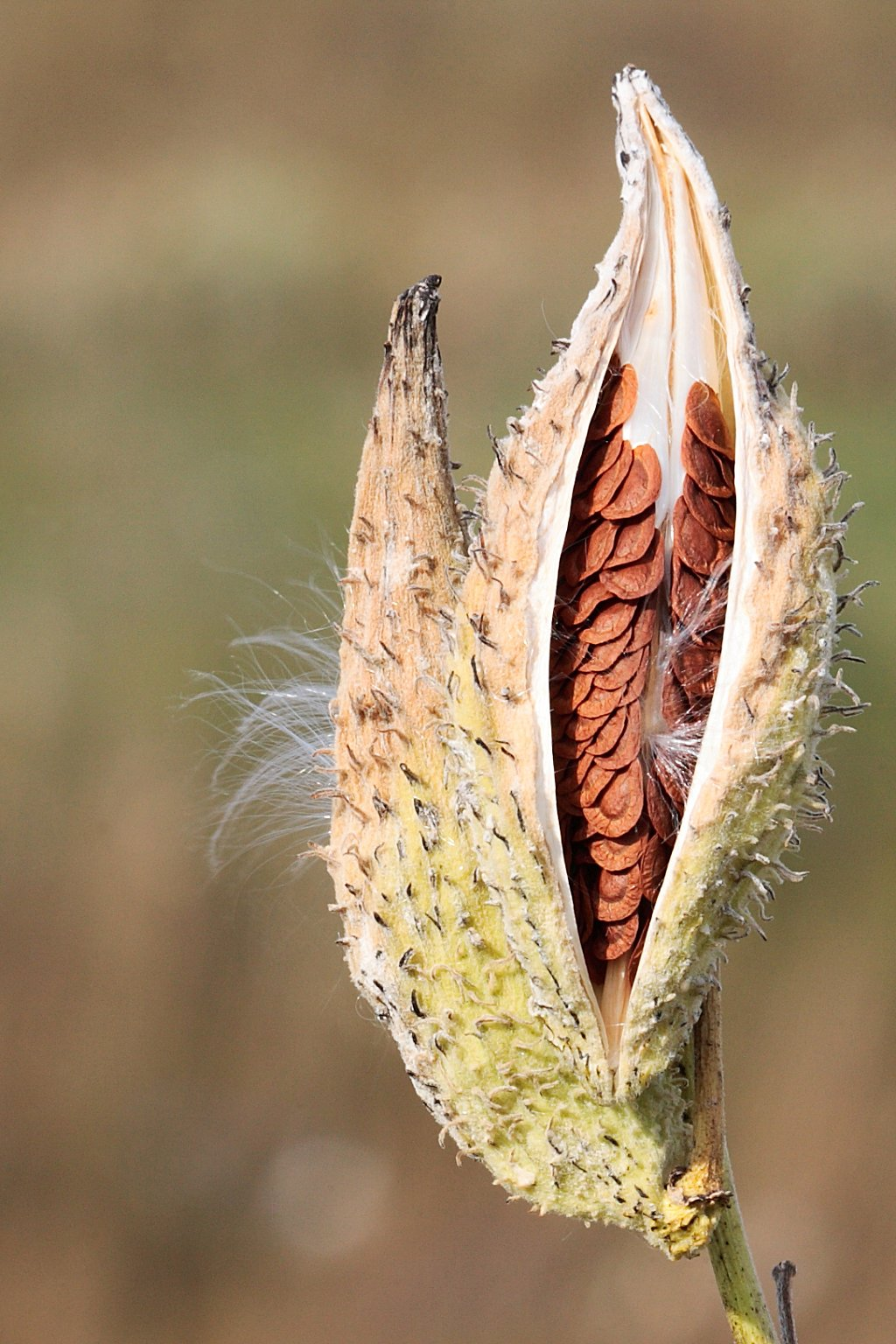
Deiscenza della capsula follicolare della Asclepias syriaca.

Alcuni frutti secchi deiscenti formano strutture specializzate simili a capsule. Il follicolo deriva da un singolo carpello che si separa lungo una sutura, come nella Magnolia. Nel legume invece si separa lungo due suture, caratteristica determinante delle Fabaceae. 
Alcune varianti di legumi che hanno mantenuto suture rudimentali includono: 
- i lomenti, che si separano trasversalmente in segmenti, ognuno con un singolo seme
- i legumi indeiscenti, come l'Arachis hypogea (arachide), con capsule derivanti da due carpelli.  Questi includono i siliqui che si aprono lungo due linee di sutura ma mantengono una partizione chiamata replo, che è un setto con semi attaccati.

Uno schizocarpo deriva da un ovario composto da due o più loculi che si separano poi radialmente come uno dei tipi descritti sotto, come ad esempio nella Asclepias syriaca, della famiglia delle Asclepiadoideae.
Un mericarpo è una porzione del frutto che separa l'ovario in modo da formare un loculo distinto dove ospitare il seme (normalmente di tipo noce) come nelle Apiaceae, dove i mericarpi sono congiunti da un carpoforo.  Quindi lo schizocarpo di mericarpi è una struttura dove i carpelli di un singolo ovario sono separati a formare i mericarpi. Uno schizocarpo di nocciolina deriva da un carpello che inizialmente diventa lobato e successivamente i lobi diventano distinte noccioline. Esempi includono le Boraginaceae e la maggior parte delle Lamiaceae, dove gli stigmi sono attaccati fra i lobi dell'ovario.